# Storbritanniens Grand Prix 1995
Storbritanniens Grand Prix 1995 var det åttonde av 17 lopp ingående i formel 1-VM 1995.

## Resultat
1. Johnny Herbert, Benetton-Renault, 10 poäng
2. Jean Alesi, Ferrari, 6
3. David Coulthard, Williams-Renault, 4
4. Olivier Panis, Ligier-Mugen Honda, 3
5. Mark Blundell, McLaren-Mercedes, 2
6. Heinz-Harald Frentzen, Sauber-Ford, 1
7. Pierluigi Martini, Minardi-Ford
8. Mika Salo, Tyrrell-Yamaha
9. Jean-Christophe Boullion, Sauber-Ford
10. Luca Badoer, Minardi-Ford
11. Rubens Barrichello, Jordan-Peugeot (varv 59, kollision)
12. Bertrand Gachot, Pacific-Ilmor

### Förare som bröt loppet
- Roberto Moreno, Forti-Ford (varv 48, motor)
- Michael Schumacher, Benetton-Renault (45, kollision)
- Damon Hill, Williams-Renault (45, kollision)
- Max Papis, Footwork-Hart (28, snurrade av)
- Ukyo Katayama, Tyrrell-Yamaha (22, bränslebrist)
- Andrea Montermini, Pacific-Ilmor (21, snurrade av)
- Mika Häkkinen, McLaren-Mercedes (20, elsystem)
- Gerhard Berger, Ferrari (20, hjul)
- Martin Brundle, Ligier-Mugen Honda (16, snurrade av)
- Taki Inoue, Footwork-Hart (16, snurrade av)
- Pedro Diniz, Forti-Ford (13, växellåda)
- Eddie Irvine, Jordan-Peugeot (2, elsystem)